# کانتون سانتیاگو د مندس
کانتون سانتیاگو د مندس (به اسپانیایی: Cantón Santiago de Méndez) یک منطقهٔ مسکونی در اکوادور است که در استان مورونا-سانتیاگو واقع شده‌است.